# American Hockey League

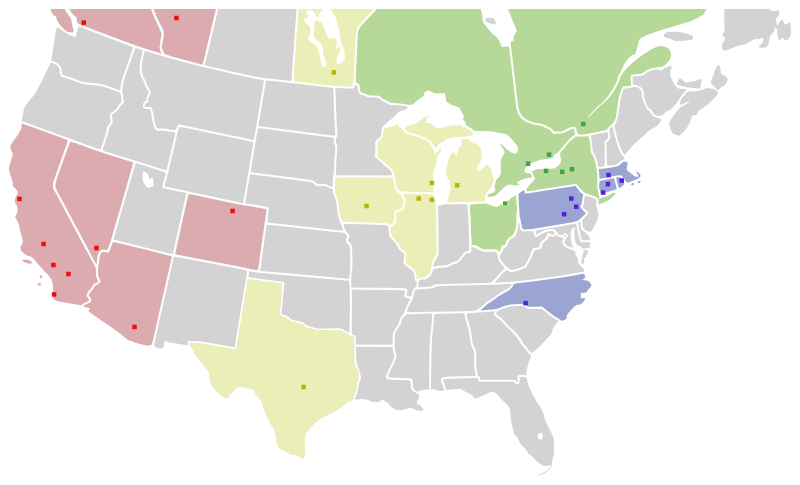
Localização das equipes

American Hockey League (AHL) é uma liga profissional de hóquei no gelo composta por 30 times dos Estados Unidos e Canadá e tem a função de ser a principal liga de desenvolvimento para a National Hockey League (NHL). Fundada em 1936, seu troféu é a Calder Cup, e desde 2011 a liga tem 30 times, todos afiliados com uma franquia da NHL. arquivo editado.

## Equipes
Asteriscos denotam relocações.

## Campeões
1. Hershey Bears (11)

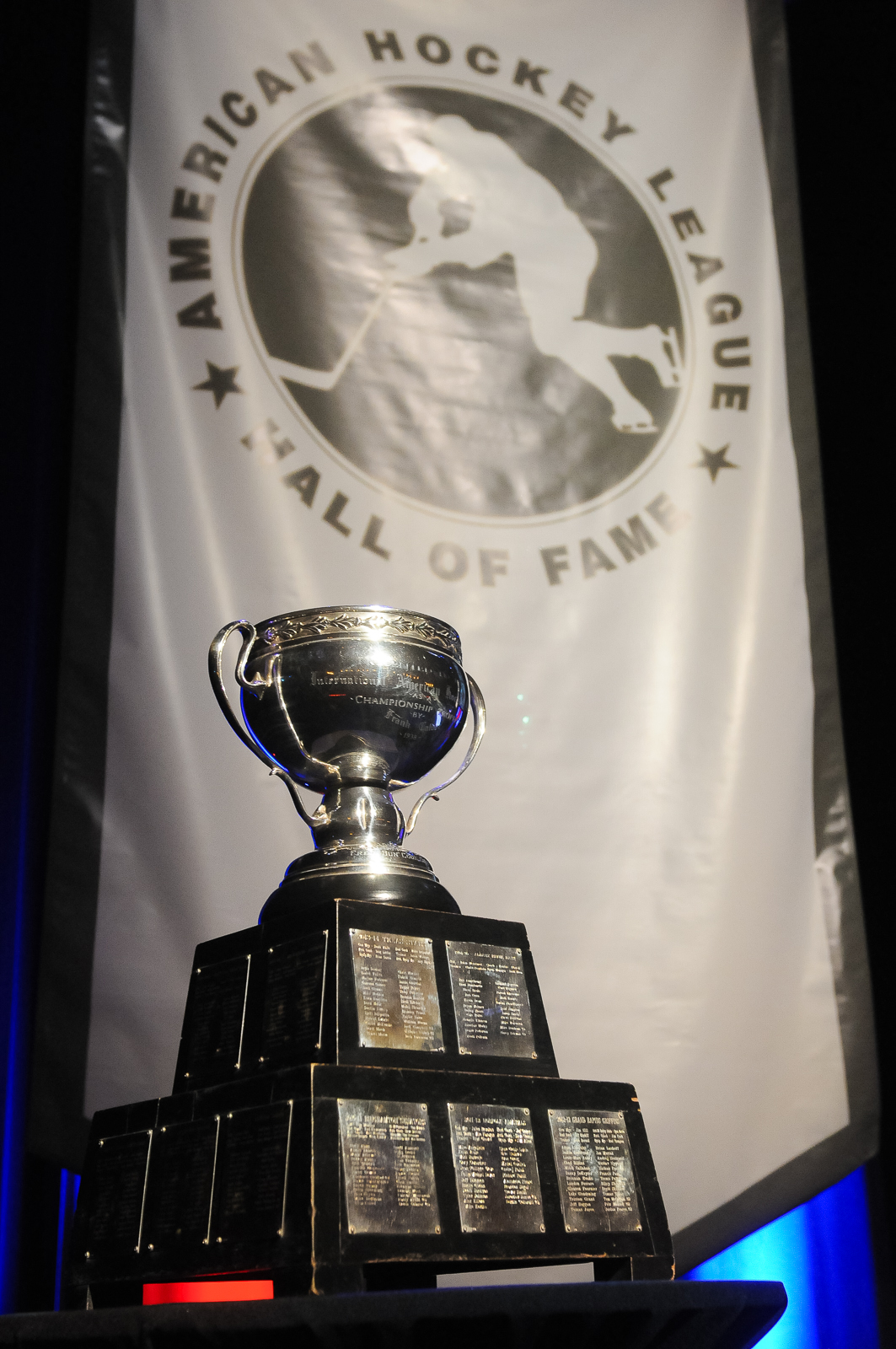
A Copa Calder é o troféu da AHL.

2. Cleveland Barons (9) - extinto em 1974
3. Springfield Indians (7) - atual Utica Comets
4. Rochester Americans (6)
5. Buffalo Bisons (5) - extinto em 1970
6. Adirondack Red Wings (4) - atual San Antonio Rampage
7. Providence Reds (4) - atual Hartford Wolf Pack
8. Maine Mariners (3) - atual Stockton Heat
9. Nova Scotia Voyageurs (3) - atual 	Laval Rocket
10. Pittsburgh Hornets (3) - extinto em 1967
11. Chicago Wolves (2)
12. Grand Rapids Griffins (2)
13. Indianapolis Capitols (2) - extinto em 1952
14. Philadelphia Phantoms (2) - atual Lehigh Valley Phantoms
15. Albany River Rats (1) - atual Charlotte Checkers
16. Binghamton Senators (1) - atual Belleville Senators
17. Cape Breton Oilers (1) - atual Bakersfield Condors
18. Cincinnati Swords (1) - extinto em 1970
19. Hamilton Bulldogs (1) - atual 	Laval Rocket
20. Hartford Wolf Pack (1)
21. Houston Aeros (1) - atual Iowa Wild
22. Lake Erie Monsters (1) - atual Cleveland Monsters
23. Manchester Monarchs (1) - atual Ontario Reign
24. Milwaukee Admirals (1)
25. New Brunswick Hawks (1) - atual Toronto Marlies
26. Norfolk Admirals (1) - atual 	San Diego Gulls
27. Portland Pirates (1) - atual 	Springfield Thunderbirds
28. Providence Bruins (1)
29. Saint John Flames (1) - atual 	Stockton Heat
30. Sherbrooke Canadiens (1) - atual Laval Rocket
31. Syracuse Stars (1) - extinto em 1970
32. Texas Stars (1)